# Teoria do desenvolvimento humano
A teoria do desenvolvimento humano combina antigas idéias da economia ecológica, desenvolvimento sustentável, economia do bem-estar e economia feminista. Ela evita a política abertamente normativa da assim chamada "economia verde" justificando suas teses estritamente na ecologia, economia e sólida ciência social, e trabalhando dentro de um contexto de globalização.
Da mesma forma que a economia ecológica, ela se concentra na medição do bem-estar e na detecção do decrescimento sustentável que ocorre às custas da saúde humana. Todavia, vai mais além ao buscar não somente medir, mas o(p)timizar o bem-estar através de alguma modelagem explícita em como o capital social e o capital educativo podem ser desenvolvidos para incrementar o montante total do capital humano numa economia – a qual é ela mesma, parte de uma ecologia. O papel do capital individual dentro dentro dessa ecologia e a adaptação do indivíduo para viver bem dentro dela é o foco principal dessas teorias.
O mais notável proponente da teoria do desenvolvimento humano é Amartya Sen, que perguntou em Development as Freedom, "qual é a relação entre nossa riqueza e nossa capacidade de viver como gostaríamos?"
Esta questão não pode ser respondida estritamente a partir do ponto de vista da economia energética, economia feminista, economia familiar, saúde ambiental, paz, justiça social ou bem-estar ecológico, embora todos esses possam ser fa(c)tores da nossa felicidade; se as margens de manobra de qualquer um deles for seriamente rompida, a felicidade poderá se tornar algo realmente impossível.
Concomitantemente, a teoria do desenvolvimento humano é uma grande síntese que não está confinada pelos limites da economia convencional ou da ciência política, nem mesmo da economia política, que associa as duas.